# 外星戀
《外星戀》（英語：Starman）是一部1984年美國科幻愛情片，由約翰·卡本特執導，麥可·道格拉斯在片中擔任執行製片人。電影主演包括傑夫·布里吉、凱倫·阿蘭、查爾斯·馬丁·史密斯和理查德·傑克爾。美國1984年12月14日上映。

## 劇情
故事敘述一名外星人墜至地球，正好迫降於寡婦珍妮家的附近。之後外星人將自己變成珍妮去世丈夫的模樣，使兩人陷入愛河；但此時，外星救援隊來到地球...。

## 演員
- 傑夫·布里吉飾演Starman / Scott Hayden
- 凱倫·阿蘭飾演Jenny Hayden
- 查爾斯·馬丁·史密斯飾演Mark Shermin
- 理查德·傑克爾（英语：Richard Jaeckel）飾演George Fox

## 榮譽
《外星戀》使傑夫·布里吉提名了奧斯卡最佳男主角獎，同時該片也是約翰·卡本特提名奧斯卡獎項的唯一一部電影。布里吉也被提名了金球獎最佳戲劇類電影男主角，並獲得了土星獎最佳男主角。凱倫·阿蘭也提名了土星獎最佳女主角，而《外星戀》本身則提名了最佳科幻電影。作曲家傑克·尼切所創作的配樂則因好評而提名了最佳原創配樂。
《外星戀》獲得了美國電影學會以下的認可：
- 2002年：AFI百年百大愛情電影（提名）[3]
- 2008年：AFI十大類型十大佳片
  - 科幻片（提名）[4]

## 外部連結
- 互联网电影数据库（IMDb）上《外星戀》的资料（英文）
- TCM电影资料库上《外星戀》的资料（英文）
- 爛番茄上《外星戀》的資料（英文）
- Metacritic上《外星戀》的資料（英文）
- AllMovie上《外星戀》的资料（英文）
- Starman at theofficialjohncarpenter.com
- LA Weekly interview with John Carpenter on the making of Starman
- Karen Allen: An ACME Page - includes a Starman page